# Tetragnatha laminalis
Tetragnatha laminalis là một loài nhện trong họ Tetragnathidae.
Loài này thuộc chi Tetragnatha. Tetragnatha laminalis được Embrik Strand miêu tả năm 1907.